# Schoenicola brevirostris
La yerbera abanico (Schoenicola brevirostris) es una especie de ave paseriforme de la familia Locustellidae propia del África subsahariana.

## Galería

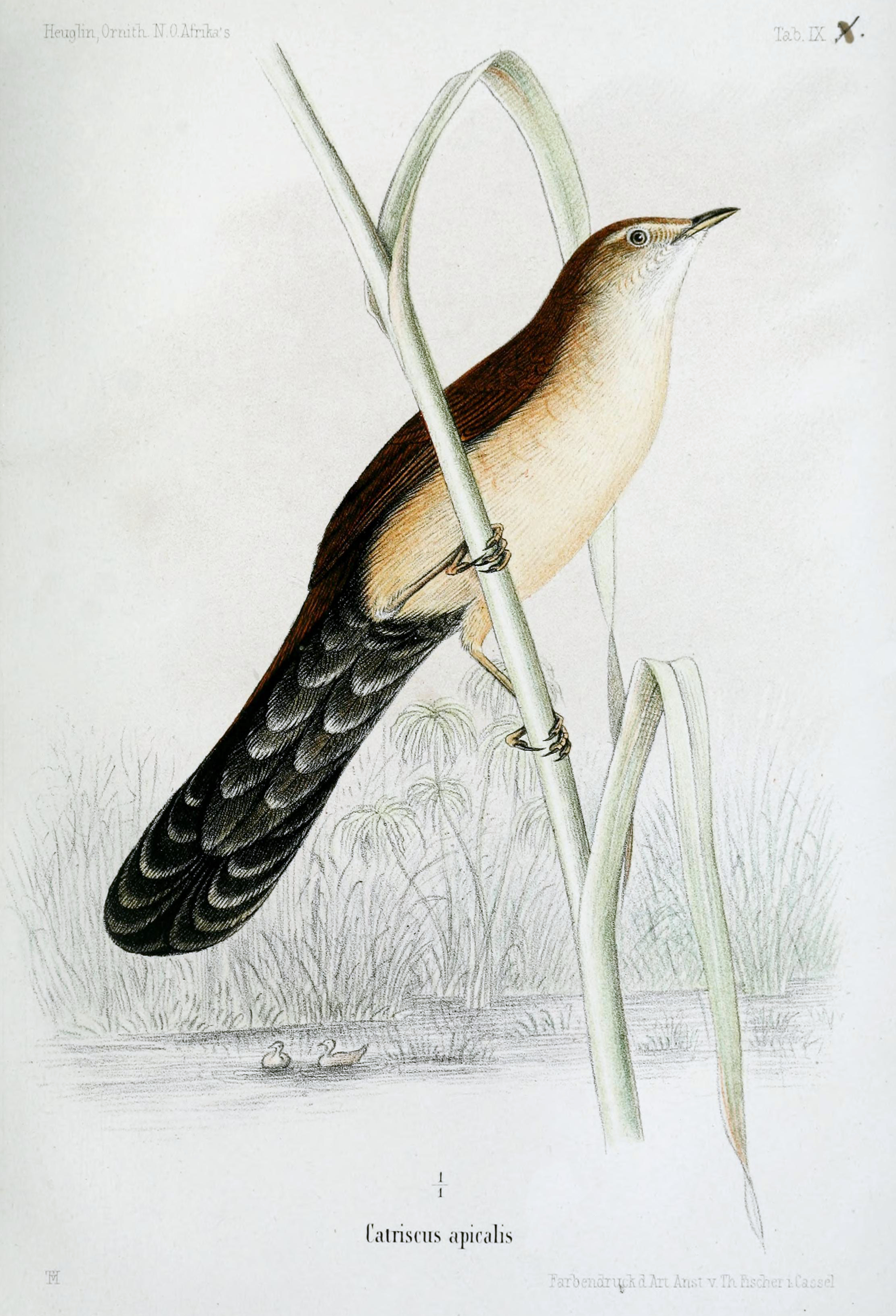
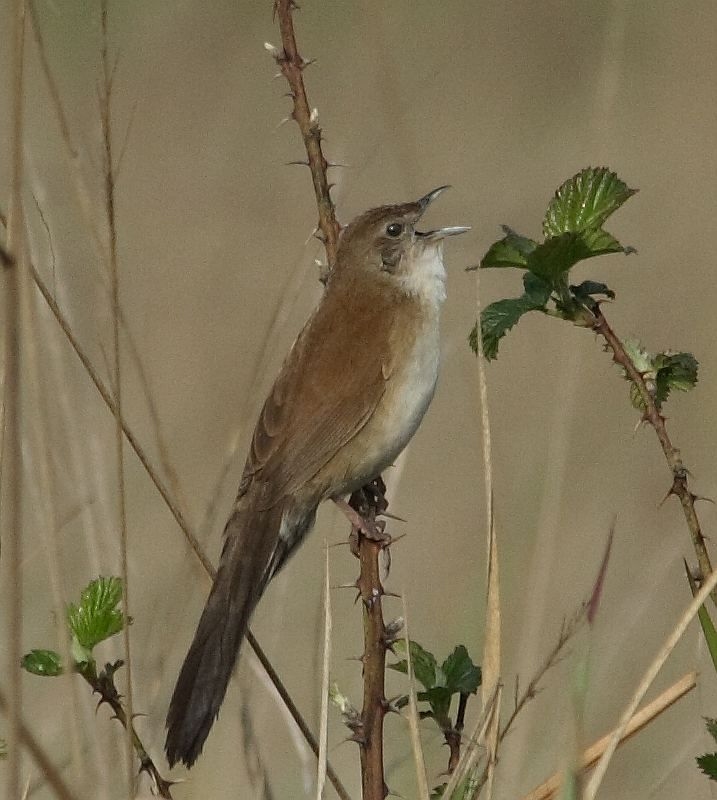
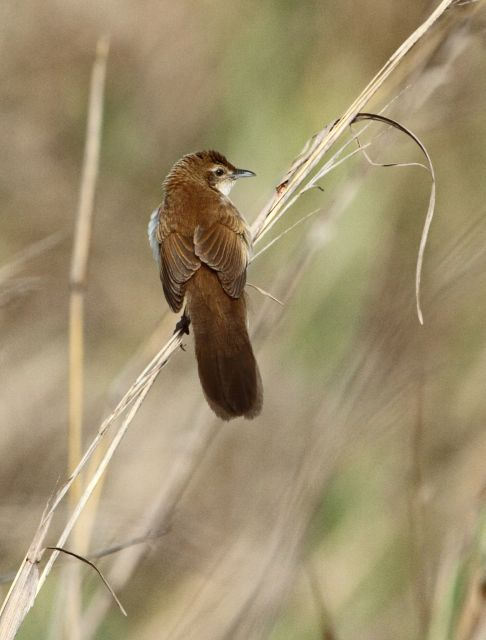

## Distribución y hábitat
La especie se encuentra en una distribución discontinua en África, se la encuentra en Angola, Burundi, Camerún, República del Congo, República Democrática del Congo, Guinea Ecuatorial, Etiopía, Gabón, Guinea, Kenia, Malawi, Mozambique, Nigeria, Ruanda, Sierra Leona, Sudáfrica, Sudán del sur, Suazilandia, Tanzania, Uganda, Zambia, y Zimbabue. Habita en zonas de pastizales próximos a arroyos, ríos o lagos, entre los 350 m a 2150 m s. n. m..